# Milan Žemlička
Milan Žemlička (* 20. října 1996, Chrudim) je český reprezentant v biatlonu. Do roku 2019 závodil v nižší světové soutěži – IBU Cup; od sezóny 2020/2021 nastupuje v hlavní soutěži – Světovém poháru.
Jeho největším kariérním úspěchem je 21. místo v celkovém pořadí IBU Cupu v sezóně 2019/20. Ve své juniorské kariéře také vyhrál jeden stíhací závod juniorského poháru. Ve světovém poháru debutoval v prosinci 2020 v rakouském Hochfilzenu.Po Zimních olympijských hrách v Pekingu přestal nastupovat do závodů jak ve Světovém poháru ,tak i v IBU Cupu.

## Výsledky

### Olympijské hry a mistrovství světa
| Sezóna  | Akce | Místo    | SP | SZ | HZ | IZ  | ŠT | SŠT | SZD | Věk    |
| ------- | ---- | -------- | -- | -- | -- | --- | -- | --- | --- | ------ |
| 2020/21 | MS   | Pokljuka | –  | –  | –  | 26. | –  | –   | –   | 24 let |
| 2021/22 | ZOH  | Peking   | –  | –  | –  | 62. | –  | –   | ×   | 25 let |

### Světový pohár
Sezóna 2020/21
| ČSP              | Místo                    | SP             | SZ             | HZ             | IZ             | ŠT             | SŠT            | SZD            | STŘ            |
| ---------------- | ------------------------ | -------------- | -------------- | -------------- | -------------- | -------------- | -------------- | -------------- | -------------- |
| 1.               | Kontiolahti              | nezúčastnil se | nezúčastnil se | nezúčastnil se | nezúčastnil se | nezúčastnil se | nezúčastnil se | nezúčastnil se | nezúčastnil se |
| 2.               | Kontiolahti (2)          | nezúčastnil se | nezúčastnil se | nezúčastnil se | nezúčastnil se | nezúčastnil se | nezúčastnil se | nezúčastnil se | nezúčastnil se |
| 3.               | Hochfilzen               | nezúčastnil se | nezúčastnil se | nezúčastnil se | nezúčastnil se | nezúčastnil se | nezúčastnil se | nezúčastnil se | nezúčastnil se |
| 4.               | Hochfilzen (2)           | 55.            | 59.            | –              | –              | –              | –              | –              | 80 %           |
| 5.               | Oberhof                  | 57.            | 49.            | –              | –              | –              | –              | –              | 90 %           |
| 6.               | Oberhof (2)              | nezúčastnil se | nezúčastnil se | nezúčastnil se | nezúčastnil se | nezúčastnil se | nezúčastnil se | nezúčastnil se | nezúčastnil se |
| 7.               | Anterselva               | –              | –              | –              | 39.            | 19.            | –              | –              | 91 %           |
| 8.               | Nové Město na Moravě     | 88.            | –              | –              | –              | 10.            | –              | –              | 71 %           |
| 9.               | Nové Město na Moravě (2) | nezúčastnil se | nezúčastnil se | nezúčastnil se | nezúčastnil se | nezúčastnil se | nezúčastnil se | nezúčastnil se | nezúčastnil se |
| 10.              | Östersund                | nezúčastnil se | nezúčastnil se | nezúčastnil se | nezúčastnil se | nezúčastnil se | nezúčastnil se | nezúčastnil se | nezúčastnil se |
| Celkové umístění | Celkové umístění         | nkl.           | nkl.           | –              | 48.            | 10.            | –              | –              | 88 %           |
| Celkové umístění | Celkové umístění         | 17 bodů (81.)  |                |                |                | 10.            | –              | –              | 88 %           |

Sezóna 2021/22
| ČSP              | Místo             | SP             | SZ             | HZ             | IZ             | ŠT             | SŠT            | SZD            | STŘ            |
| ---------------- | ----------------- | -------------- | -------------- | -------------- | -------------- | -------------- | -------------- | -------------- | -------------- |
| 1.               | Östersund         | nezúčastnil se | nezúčastnil se | nezúčastnil se | nezúčastnil se | nezúčastnil se | nezúčastnil se | nezúčastnil se | nezúčastnil se |
| 2.               | Östersund (2)     | nezúčastnil se | nezúčastnil se | nezúčastnil se | nezúčastnil se | nezúčastnil se | nezúčastnil se | nezúčastnil se | nezúčastnil se |
| 3.               | Hochfilzen        | nezúčastnil se | nezúčastnil se | nezúčastnil se | nezúčastnil se | nezúčastnil se | nezúčastnil se | nezúčastnil se | nezúčastnil se |
| 4.               | Annecy            | 73.            | –              | –              | –              | –              | –              | –              | 100 %          |
| 5.               | Oberhof           | 93.            | –              | –              | –              | –              | –              | –              | 70 %           |
| 6.               | Ruhpolding        | nezúčastnil se | nezúčastnil se | nezúčastnil se | nezúčastnil se | nezúčastnil se | nezúčastnil se | nezúčastnil se | nezúčastnil se |
| 7.               | Anterselva        | –              | –              | –              | 51.            | 15.            | –              | –              | 93 %           |
| 8.               | Kontiolahti       | nezúčastnil se | nezúčastnil se | nezúčastnil se | nezúčastnil se | nezúčastnil se | nezúčastnil se | nezúčastnil se | nezúčastnil se |
| 9.               | Otepää            | nezúčastnil se | nezúčastnil se | nezúčastnil se | nezúčastnil se | nezúčastnil se | nezúčastnil se | nezúčastnil se | nezúčastnil se |
| 10.              | Holmenkollen-Oslo | nezúčastnil se | nezúčastnil se | nezúčastnil se | nezúčastnil se | nezúčastnil se | nezúčastnil se | nezúčastnil se | nezúčastnil se |
| Celkové umístění | Celkové umístění  | nkl.           | –              | –              | nkl.           | 14.            | –              | –              |                |
| Celkové umístění | Celkové umístění  | 0 bodů (nkl.)  |                |                |                | 14.            | –              | –              |                |

Sezóna 2022/23
Nestartoval

### Juniorská mistrovství
| Sezóna  | D   | Místo            | SP  | SZ  | IZ | ŠT | Věk    |
| ------- | --- | ---------------- | --- | --- | -- | -- | ------ |
| 2015/16 | MSJ | Cheile Grădiştei | 27. | 24. | –  | 3. | 20 let |
| 2016/17 | MSJ | Osrblie          | 6.  | 5.  | 9. | 4. | 21 let |